# Фабіола Моліна
Фабіола Моліна (порт. Fabíola Molina, нар. 22 травня 1975) — бразильська плавчиня.
Учасниця Олімпійських Ігор 2000, 2008, 2012 років.
Призерка Пантихоокеанського чемпіонату з плавання 2010 року.
Призерка Панамериканських ігор 1995, 1999, 2007, 2011 років.
Призерка літньої Універсіади 1997 року.